# Onna
Pour les articles homonymes, voir Onna (homonymie).
Onna est un village dans la commune néerlandaise de Steenwijkerland, dans la province d'Overijssel. En 2009, le village comptait environ 300 habitants.